# Wilsberg: In Treu und Glauben
In Treu und Glauben ist die 52. Folge der Fernsehfilmreihe Wilsberg. Der Film basiert auf der Wilsberg-Figur von Jürgen Kehrer. Die Erstausstrahlung erfolgte am 17. Dezember 2016 im ZDF. Regie führte Marc Rensing, das Drehbuch schrieben Arne Nolting und Jan Martin Scharf.

## Handlung
Privatdetektiv Georg Wilsberg kann es kaum glauben, denn sein bester Freund Ekki will tatsächlich heiraten. Nach zahllosen Freundinnen meint er nun endlich, in Kerstin Buckebrede die Richtige gefunden zu haben und bittet Wilsberg, sein Trauzeuge zu sein. Pfarrer Albers, der Ekki und Kerstin trauen soll, beauftragt Wilsberg, ihn von einer Stalkerin zu befreien, die ihn persönlich und mit Liebesbriefen belästigt. Kaum hat Wilsberg begonnen, sich um den Fall zu kümmern und mit Rosemarie Dettmer geredet, wird der Pfarrer tot aufgefunden, wodurch die Stalkerin in Tatverdacht gerät. Kommissarin Anna Springer und ihr Kollege Overbeck nehmen Rosemarie Dettmer in Untersuchungshaft und finden heraus, dass sie bereits in Bielefeld aktenkundig ist und schon dort vor Jahren einen Pfarrer belästigt hat.
Wilsberg verfolgt inzwischen eine Spur zu der Sexualtherapeutin Dr. Sabine Morgenstern, deren Visitenkarte er in Albers‘ Wohnung gefunden hat. Er kann zunächst nichts über den Grund herausbekommen, den der Pfarrer gehabt hat, Frau Morgenstern aufzusuchen, da sie sich auf ihre Schweigepflicht beruft. Wilsberg findet dennoch heraus, dass Albers die Therapeutin um ihr Erbe gebracht hat. Ihre Mutter, eine strenggläubige Katholikin, wurde von Pfarrer Albers davon überzeugt, ihr Geld für den Bau eines christlichen Hospizes zu spenden, sodass für ihre Tochter nach ihrem Tod nur der Pflichtteil blieb. Sie bestreitet allerdings, dem Pfarrer deshalb nach dem Leben getrachtet zu haben.
Für Wilsberg rückt auch mittlerweile Ekkis zukünftiger Schwiegervater in den Fokus seiner Ermittlungen. Seine Baufirma hat große finanzielle Probleme und das Überleben der Firma Buckebrede hängt von einem einzigen Auftrag ab: dem Bau des Hospizes. Dieser Großauftrag war jedoch noch nicht vollends an ihn vergeben, und Pfarrer Albers, der die Entscheidungsgewalt hatte, wollte sich möglicherweise umentscheiden. Um dies zu klären, dringt Wilsberg mit Ekkis Hilfe in die Villa der Buckebredes ein. Im PC finden sie lediglich E-Mails, die darauf hinweisen, dass der noble Schwiegervater in spe ein intimes Verhältnis mit der Sexualtherapeutin hat. Im Safe finden sie einige Unterlagen und einen USB-Stick, den Wilsberg an sich nimmt. Ihre Aktion wird derweil von Ekkis Exfreundin Silke gestört, die in letzter Zeit sowohl Ekki als auch Kerstin belästigt hat, weil sie deren Hochzeit um jeden Preis verhindern will. Nun ist sie auch auf das Gelände der Villa gelangt und dabei, den Garten zu verwüsten. Da die Buckebredes vorzeitig zurückkommen, fliegt das Ganze auf und Wilsberg und Ekki werden von der Polizei festgenommen. Damit ist Ekkis Hochzeit endgültig geplatzt, was sich seit einigen Tagen angedeutet hat, da sich die Buckebredes massiv in das Leben der jungen Leute drängten und die Hochzeit mit allem Prunk ausrichten wollten, ihnen eine teure Wohnung anmieteten und Kerstins Vater sehr deutlich zeigte, dass er von Ekki als kleinem Finanzbeamten nichts hält.
Nachdem Wilsberg sich den USB-Stick genauer angesehen hat, findet er darauf delikate Fotos von Dekan Braun. Als er den Mann darauf anspricht, gibt dieser zu, von Gloria Buckebrede erpresst worden zu sein, damit er im Sinne ihrer Firma die Auftragsvergabe beeinflusst. Pfarrer Albers sei dahintergekommen und erwog, eine andere Firma zu wählen. So stellt sich heraus, dass Kerstins Mutter den Pfarrer vergiftet hat.

## Hintergrund
Die Dreharbeiten fanden vom 1. März bis zum 6. Mai 2016 in Köln und Münster statt.
Der Running Gag „Bielefeld“ verweist in dieser Folge bereits in der 13. Minute auf einen Fall in dieser Stadt, bei dem die Hauptverdächtige Rosemarie Dettmer schon einmal einem Pfarrer nachgestellt hatte.
Bei dem Song am Ende der Episode handelt es sich um 50 Ways To Leave Your Lover von Paul Simon aus dem Jahr 1975.
In Treu und Glauben erschien zusammen mit der Folge Mord und Beton von Polarfilm auf DVD.

## Rezeption

### Einschaltquote
Der Film hatte bei der Erstausstrahlung am 17. Dezember 2016 im ZDF 7,05  Millionen Zuschauer, was einem Marktanteil von 22,8 Prozent entsprach. Damit lag In Treu und Glauben auf Platz 1 der Gesamtzuschauerwertung und verbannte das Finale von Das Supertalent auf Platz 2.

### Kritik
Oliver Stöwing in der WAZ:  „Dem Autorenduo Arne Nolting und Jan Martin Scharf, das derzeit für die Vox-Serie ‚Club der roten Bänder‘ gefeiert wird, merkt man die Freude an, die es an seinen kontrastreichen Charakteren hatte. Die Dialog-Duelle haben Witz und manchmal sogar eine melancholische Weisheit. Das Ensemble erledigt seinen Job eingespielt, aber mit Laune. Allen voran glänzt Korittke als gebeutelter Antiheld Ekki, der in feindseliger Umgebung versucht, Haltung zu bewahren.“
Diese Meinung teilt Kai-Oliver Derks vom Mediendienst Teleschau: „Geschickt führt Regisseur Marc Rensing den Zuschauer durch die Drehungen und Wendungen dieses Falls, an dessen Ende – das ist gute ‚Wilsberg‘-Tradition – alles wie vorher ist. Mitten hinein packt er ein paar höchst amüsante Szenen, die treue Fans der Reihe mit großem Vergnügen verfolgen dürften. Zuvorderst: der Junggesellenabschied von Ekki Talkötter, der von Kommissar Overbeck ‚hammermäßig‘ organisiert wird: ‚Den Lapdance muss die Uschi machen.‘“
DPA: „Schwung in die Mördersuche bringen dabei unnachahmlich skurrile Wilsberg-Momente: Da ist die Szene, in der der Detektiv mit seiner trockenen Art, vergeblich versucht, sich als sexsüchtiger Patient bei der Therapeutin einzuschleichen.“ – „Spaßig anzusehen ist auch, wie Wilsbergs spießiger Widersacher bei der Polizei, der Beamte Overbeck (Roland Jankowsky), völlig aufgeht in der Aufgabe, einen unvergesslichen Junggesellenabschied für Ekki zu organisieren.“ – „Auch wenn der Fall wie so oft in der Krimikomödie aus Münster zur Nebensache gerät – nicht zuletzt die trocken-humorigen Dialoge sorgen für kurzweilige Krimiunterhaltung.“
Die Redaktion von TV Spielfilm beurteilte den Krimi mit dem „Daumen nach oben“ und meinte: „Diese ‚Wilsberg‘-Folge erfindet das Rad nicht neu, aber ist leidlich spannend, teils einnehmend gespielt und immer unterhaltsam, auch wenn ‚Kotzen nach dem Junggesellenabschied‘ nach Spießerhumor riecht.“
Tilmann P. Gangloff meinte auf tittelbach.tv enttäuscht: „Die letzten ‚Wilsberg‘-Krimis 2015/16 waren ausnahmslos sehenswert, teilweise sogar innerhalb der Reihe herausragend. Umso krasser ist daher der Qualitätsabfall der Episode ‚In Treu und Glauben‘: Die Geschichte rund um Ekkis geplante Hochzeit wirkt halbherzig, der Inszenierung fehlt es an Tempo, Dichte, innerer Spannung und Zuneigung zu den Figuren. Offenbar sollte das Drehbuch wieder stärker die komödiantischen Elemente betonen, aber die Rechnung geht nicht auf: Marc Rensings Film ist weder komisch noch fesselnd.“